# 旅順・大連租借に関する露清条約

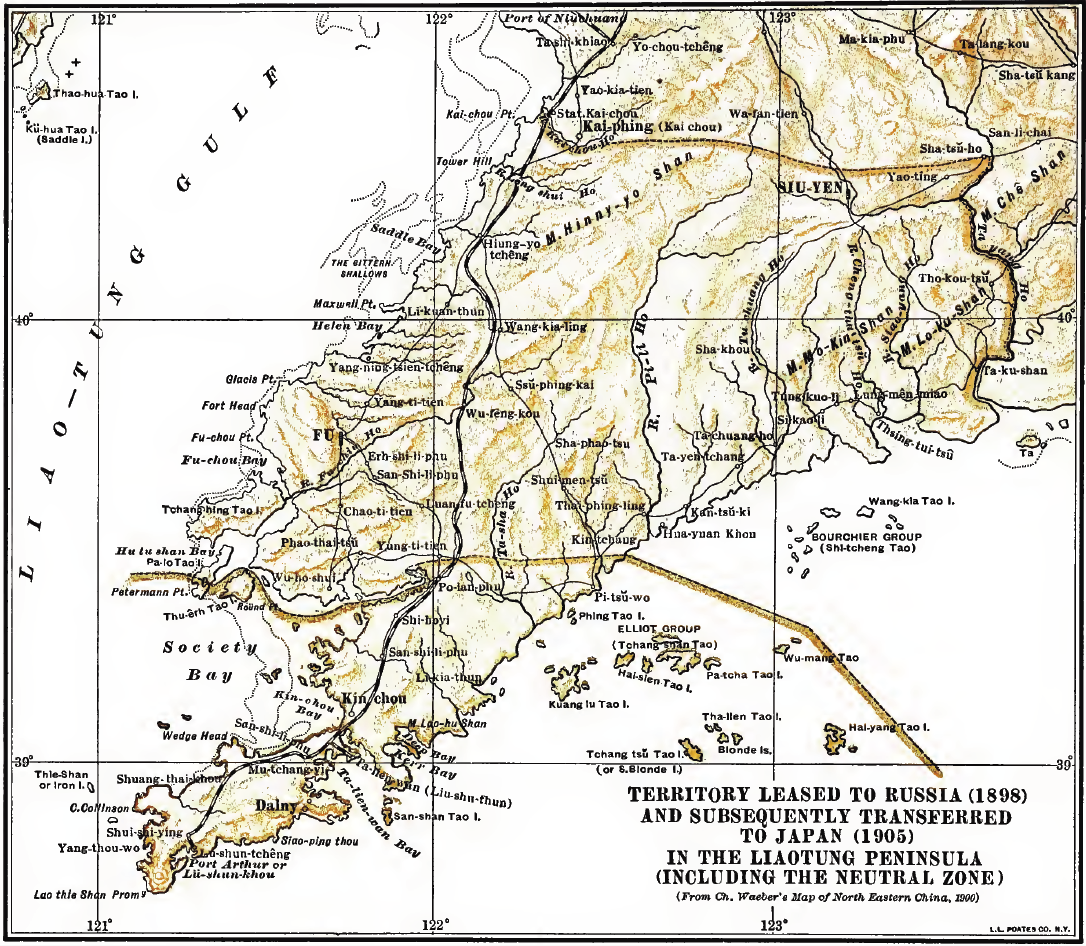
旅順口および大連湾（関東州）

旅順・大連租借に関する露清条約（りょじゅん・だいれんそしゃくにかんするろしんじょうやく、中国語: 旅大租地条约 、ロシア語: Русско-китайская конвенция、英語: Convention for the Lease of the Liaotung Peninsula）は、1898年3月27日にロシア帝国と大清帝国の間で結ばれた遼東半島先端部の旅順港・大連湾の租借に関する条約。
旅順港・大連湾租借に関する条約（りょじゅんこう・だいれんわんそしゃくにかんするじょうやく）や単に旅順・大連租借条約（りょじゅん・だいれんそしゃくじょうやく）、あるいはまた旅順と大連が所在する遼東半島の名を付して遼東半島租借に関する条約（りょうとうはんとうそしゃくにかんするじょうやく）など、さまざまに呼称される。調印者の名をとり、パヴロフ協定（パヴロフきょうてい）としても知られている。

## 概要
三国干渉ののちの1896年、清国の北洋大臣直隷総督であった李鴻章はロシア帝国の首都サンクトペテルブルクを訪問して皇帝ニコライ2世の戴冠式に参列し、同年6月3日には外務大臣アレクセイ・ロバノフ＝ロストフスキーとの間で露清密約（李鴻章・ロバノフ協定）を結んだ。その密約とは、日本に対する清国・ロシアの共同防衛とともに、シベリア鉄道の短絡線となる東清鉄道を清国領土内（西端の満洲里（マンチュリー）から東端の黒竜江省綏芬河（ポクラニチナヤ）まで）に敷設する権利を認めさせるなど、ロシアの満洲における権益を大幅に認めさせるものであった。
一方、日清戦争の敗戦によって清国はその軍事的弱体性が明らかになったため、三国干渉にも参加してアジアへの積極政策に転じたドイツ帝国は、1895年、天津と漢口に租界を設定し、1897年11月に山東省で起こったカトリック宣教師殺害事件を理由に陸海軍を派遣して同省の膠州湾を占領、膠済鉄道の敷設権を得た。ロシアもまた、1897年12月以降、すでに旅順港と大連湾を占領していた。清国は、日清戦争の講和条約（下関条約）で巨額の賠償金を日本に支払うことが決定したため、外国の銀行から多額の借款を受けざるを得なくなり、露仏銀行から1億両、英独銀行から2億700万両を借り入れた。
ドイツが清国との間で膠州湾租借条約を結ぶ直前の1898年3月27日、ロシア帝国は、下関条約で決まった対日賠償金の援助に対する担保と清国内で起こる排外主義運動に対する責任を理由に、旅順港（ポート・アーサー）および大連湾（ダルニー）の租借に関する条約を清国に結ばせた。調印したのは、清国側が李鴻章と張蔭桓、ロシア側が アレクサンドル・パヴロフ、調印地は北京であった。9か条より成るが、これによりロシアが獲得した主な権利は、以下の通りである。
この地域の名目上の主権は清国皇帝にあったが、施政はロシアの管理下にあることが定められ、清国は軍隊をここに駐留できなかった。港湾は軍事使用に限り、民間での使用は許されていなかった。租界内の水域は清国とロシアの立ち入りが認められたが、第三国には認められず、ロシアはサーチライトを含むあらゆる軍事的な施設・建物をここに建設する権利を得た。これによりロシアは満洲で軍港や鉄道の建設を開始し、自国の勢力の扶植を強力に推進させることになったのである。
1895年11月に遼東還付条約を結んで遼東半島を清国に返還した日本では、多くの人が、三国干渉の当事者であるロシアがまさにその返還地を支配するという本条約の成立にいっそう強い屈辱感と反ロシア感情をつのらせた。同盟国をもたない日本はこうした動きに対して打つ手がなく、イギリスの介入に期待を寄せた。しかし、長江沿岸への進出を最優先と考えるイギリスは、旅順・大連を自由港とするという条件でロシアの満洲進出を黙認したのであった。日本の国防と商工業にとって重要性が高まっていた朝鮮（大韓帝国）に関していえば、今やロシアがウラジオストクと旅順に確固たる拠点を有し、朝鮮半島の付け根が完全にロシアに握られるかたちとなった。日本において「満韓交換論」の政略が登場するのは、こうした流れからであり、1898年4月25日、東京において日本の西徳二郎外務大臣と駐日ロシア公使ロマン・ローゼンの間で調印された西・ローゼン協定もその見地からなされたものである。しかし、結果からいえば満韓交換論も日露協商論も不調に終わったのであった。

## その後の旅順・大連

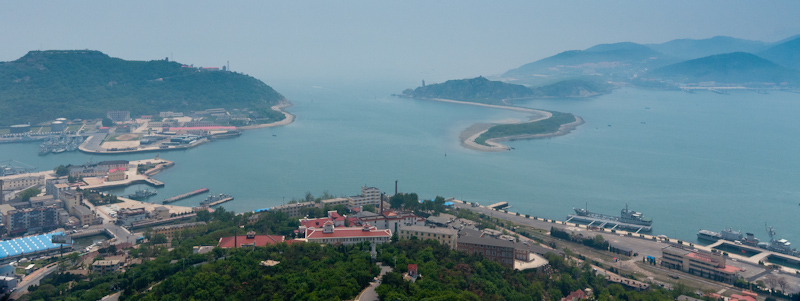
旅順軍港

ロシアはここに旅順軍港を築港し、また、主要部分の周囲をコンクリート（ベトン）でかためた堅固な旅順要塞を築いた。日露戦争において旅順は、海軍では旅順口攻撃と旅順港閉塞作戦、陸軍では旅順攻囲戦の舞台となり、日本とロシアの激戦地となった。戦争に勝利した日本は、1905年9月に調印された日露講和条約（ポーツマス条約）でロシアの遼東半島租借権を継承し、同年12月の日清善後条約（満洲善後条約）によって清国からの承認を得た。ロシアより引き継いだ旅順・大連（遼東半島先端部）は「関東州」と呼ばれ、1906年9月、行政機関として関東都督府が置かれた。
当初の規定では、租借権は1923年3月27日に失効するはずであった。第一次世界大戦中の1915年、日本政府は中華民国の袁世凱政権に対し対華21カ条要求をおこない、その結果、25年間であった租借期限は99年（旅順・大連は1997年まで、南満洲鉄道と安奉鉄道は2004年まで）に延長された。しかし、1945年2月のヤルタ会談ではソビエト連邦の対日参戦を引き出すため、アメリカ合衆国とイギリスは満洲国の権益をソ連が引き継ぐことに同意した（ヤルタ協定）。